# Ried-Brig
Ried-Brig är en ort och kommun i distriktet Brig i kantonen Valais, Schweiz. Kommunen hade 2 254 invånare (2023).